# 德氏異吻象鼻魚
德氏異吻象鼻魚，為輻鰭魚綱骨舌魚目象鼻魚科的其中一種，為熱帶淡水魚，分布於非洲肯亞Tana河流域，體呈可達121公分，棲息於水底，具有發電器官，用來偵測獵物，生活習性不明。